# کوین زیگرز
کوین جوزف زیگرز (به انگلیسی: Kevin Joseph Zegers) (زادهٔ ۱۹ سپتامبر ۱۹۸۴) بازیگر و مدل کانادایی است.از جمله بازی های او میتوان به ترنس آمریکا و مستحق اشاره کرد.

## زندگینامه
زیگرز در ووداستاک اونتاریو (کانادا) زاده شد. او حرفه بازیگری را در سن شش سالگی با حضور در آگهی‌های تجاری آغاز کرد.
اولین نقش آفرینی او در سن هفت سالگی و ایفای نقشی کوچک در فیلم کمدی زندگی با مایکی (۱۹۹۳) بود. پس آن در بسیاری از نقش‌های دوم شامل بازیگر مهمان در سریال تلویزیونی پرونده‌های X در نقش پسری یاغی ظاهر شد. او نقش اصلی در فیلم (Air Bud (۱۹۹۷ که در باره یک سگ ورزشکار بود را برعهده داشت که در سال‌های بعد در سه قسمت دیگر این فیلم بازی کرد. بین سال‌های ۱۹۹۷ و ۲۰۰۴ زجرز در بسیاری از فیلم‌های کم‌بودجه کانادایی و فیلم‌های ژانر وحشت شامل Nico the Unicorn (۱۹۹۸), Komodo (۱۹۹۹), and Wrong Turn (۲۰۰۳). بازی کرد.
وی همچنین در سریال تلویزیونی آمریکایی Titans (۲۰۰۰) for ظاهر شد که شخصاً توسط تهیه‌کننده سریال انتخاب گردیده بود. پس از حضور در فیلم Dawn of the Dead نقش اول فیلم (Transamerica(۲۰۰۵ که نامزد جوایز آکادمی فیلم شد را برعهده گرفت. زگرز در این فیلم نقش یک پسر خودفروش و دوجنسگرای خیابانی را بازی می‌کرد که پدر او از مرد به زن تغییر جنسیت داده بود. وی به خاطر این نقش تحسین بسیاری از منتقدان سینما را برانگیخت و برنده جایزه بهترین بازیگر جوان از جشنواره سینمایی کن شد. زجرز در کنار سامیر آرمسترانگ در فیلم رمانتیک و کمدی تفاوت دختر و پسر در سال ۲۰۰۶ بازی کرد. در سال ۲۰۰۹ زجرز برای بازی در نقش کلاید برو در فیلم The Story of Bonnie and Clyde در کنار هیلاری داف انتخاب شد.

## فیلم‌شناسی
مشهورترین فیلم‌های کوین زگرز عبارت هستند از:
- ۱۹۹۳: زندگی با مایکی
- ۱۹۹۷: Air Bud
- ۱۹۹۸: Air Bud: Golden Receiver
- ۲۰۰۰: Air Bud: World Pup
- ۲۰۰۵: ترنس‌امریکا
- ۲۰۰۶: It's a Boy/Girl Thing
- ۲۰۰۷: فرشته سنگی
- ۲۰۰۸: پنجاه مُردهٔ متحرک
- ۲۰۱۰: یخ‌زده
- ۲۰۱۱: دختر وارد یک بار می‌شود
- ۲۰۱۳: The Mortal Instruments City of Bones
- ۲۰۱۵: نفرین داونرز گراو
- ۲۰۱۷: پیچ اشتباه